# Pseudorinelepis
Pseudorinelepis is een monotypisch geslacht van straalvinnige vissen uit de familie van de harnasmeervallen (Loricariidae).

## Soort
- Pseudorinelepis genibarbis (Valenciennes, 1840)